# Alta cuina

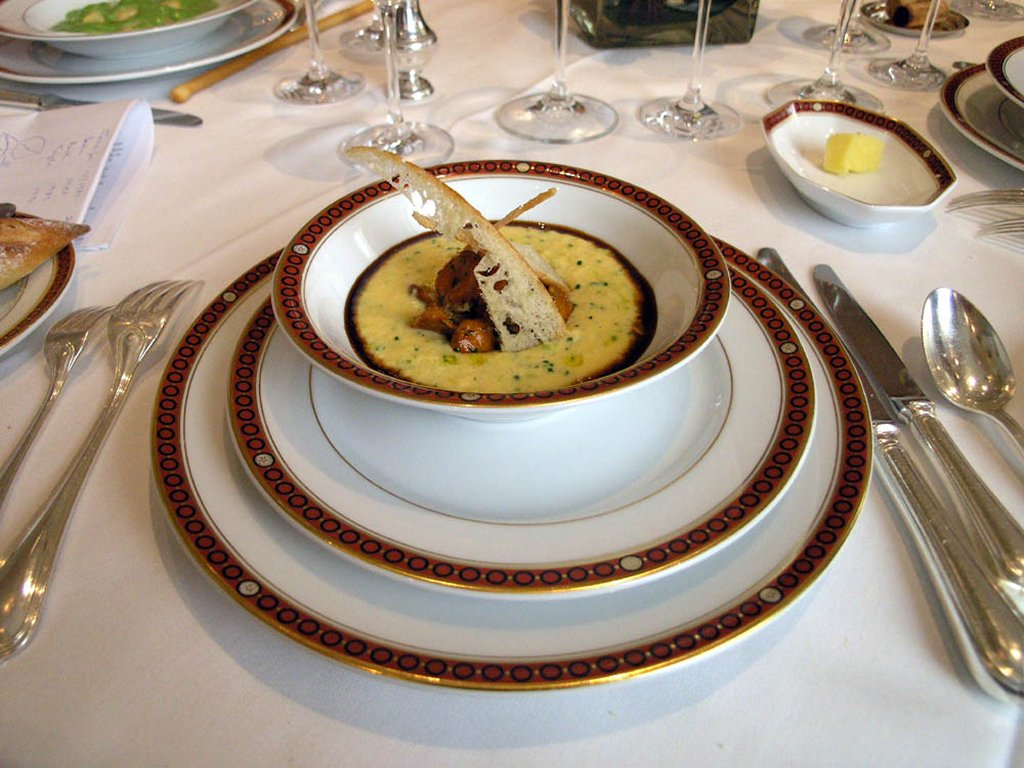
Un exemple de Haute Cuisine francesa.

L'alta cuina (en francès, haute cuisine) va ser a França una etiqueta referida a la cuina de grans restaurants i hotels de luxe internacionals durant els 70 i els 80, i que encara utilitzen algunes guies gastronòmiques, com la Guia Michelin, per a referir-se a restaurants cars que se suposa, segons els seus crítics, que són de qualitat.
Fins a la dècada de 1970, aquesta gran cuina es definia per la tradició de la cuisine classique francesa, codificada principalment per Auguste Escoffier.
Es caracteritza per ser considerada el que els francesos adoren, "luxe", és a dir un producte car que en principi no estigui a l'abast de tothom, i que segons la seva cultura ha de ser forçadament bo, o almenys ha de tenir una imatge que ho és. Als anys 70 i 80 corresponia a la nouvelle cuisine, tendència gastronòmica francesa de l'època, d'estil burgès, caracteritzada per les racions minúscules, les salses lletoses per a aconseguir sabors subtils, preparacions meticuloses i carta de vins cara. El servei de les taules també està molt especialitzat i diversificat.
Actualment no està definida per un estil particular, només cal que un crític de cuina francès posi aquesta etiqueta segons els seus criteris personals.
El concepte de cuina burgesa, front a la cuina popular, existia des de l'antiguitat i fins i tot en èpoques considerades tradicionalment com poc refinades com en la cuina medieval. És aquest concepte, cuina burgesa el que fan servir els gastrònoms al segle xxi a la resta de cultures.

## A Catalunya
L'anomenada cuina d'autor, dita també, en expressions més o menys afortunades, alta cuina, cuina creativa o cuina d'avantguarda, ha donat, d'uns anys ençà, una projecció internacional a la cuina catalana.